# Madame, le Comte, la Bonne et moi
Pour les articles homonymes, voir Il conte Max.

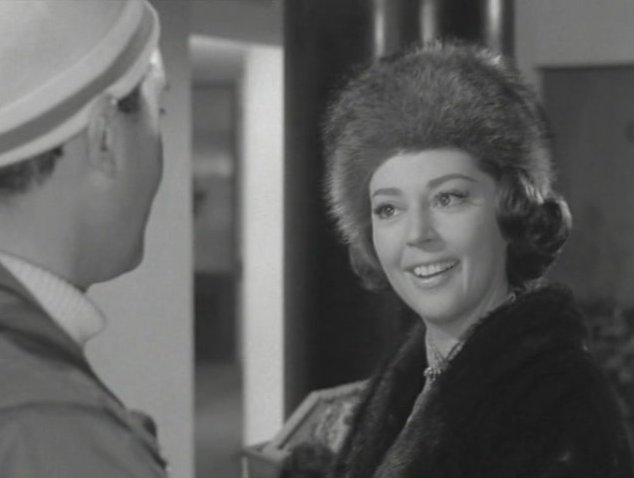
Extrait du film Madame, le Comte, la Bonne et moi (1957).

Madame, le Comte, la Bonne et moi (Il conte Max) est un film hispano-italien réalisé par Giorgio Bianchi, sorti en 1957.

## Synopsis
Un vendeur de journaux réussit à faire croire à une baronne et ses amis riches, qu'il est un comte. Croyant dans un premier temps qu’il est amoureux de l'aristocrate, il se rend peu à peu compte qu’il a plus en commun avec sa femme de chambre.

## Distribution
- Alberto Sordi : Alberto Boccetti, un modeste marchand de journaux romain fasciné par la haute société
- Vittorio De Sica : le comte Max Orsini Varaldo, un noble ruiné qui lui donne des leçons de maintien
- Anne Vernon : la baronne Elena de Vallombrosa, une belle femme que séduit Alberto alors qu'il est pris pour le comte Max
- Susana Canales : Lauretta Campo, la fiancée d'Alberto
- Juan Calvo : Giovanni, l'oncle d'Alberto
- Tina Pica : la tante d'Alberto
- Diletta D'Andrea